# Просто друзья
«Просто друзья» (англ. Just Friends) — американская романтическая комедия 2005 года с Райаном Рейнольдсом и Эми Смарт в главных ролях. Съёмки проходили в Лос-Анджелесе и Саскачеване, на экраны фильм вышел 23 ноября 2005 года. В первый уикэнд он собрал 9,2 миллиона долларов, а всего — 50,8 миллиона.

## Сюжет
Смешной толстяк Крис Брендер (Райан Рейнольдс) тайно влюблён в одноклассницу, красавицу Джейми Паламино (Эми Смарт). Для неё он — «лучший друг», и безнадёжность этой позиции его угнетает. На школьном выпускном вечере Брендер пытается признаться Джейми в любви, но дело завершается провалом, и опозоренный Крис покидает родной Нью-Джерси…
Прошло 10 лет. Стройный красавец Крис — успешный музыкальный продюсер в Лос-Анджелесе, он пользуется большим успехом у женщин, тщательно и целенаправленно избегая в отношениях с ними главной опасности: остаться просто друзьями.
Перед Рождеством босс приказывает Крису отвезти в Париж бывшую девушку последнего, глупую, слегка чокнутую и совершенно бездарную поп-звезду Саманту (Анна Фэрис). Из-за глупости Саманты частный самолёт вынужденно садится для ремонта на маленький аэродром в Нью-Джерси, в часе езды от родного города, и Крис едет в отчий дом вместе с ней. Перепоручив Саманту брату-школьнику (Кристофер Маркетт), как очень кстати выяснилось — её страстному поклоннику, Крис снова пытается завоевать Джейми. Однако из-за глупых случайностей его попытки постоянно терпят фиаско, к тому же объявляется новый претендент на сердце девушки, ещё один школьный неудачник Дасти «Трень-Брень» (Крис Клейн). Но тому она нужна, только для сведения счётов, в чём он сам по глупости признался — и в итоге нарвался от Джейми на ту же самую речь о «просто дружбе».
Крис уезжает домой, но почти сразу понимает, что просто не может не вернуться к Джейми. Он наконец-то признаётся ей в любви, на этот раз взаимно.

## В ролях
| Актёр             | Роль                              |
| ----------------- | --------------------------------- |
| Райан Рейнольдс   | Крис Брендер                      |
| Эми Смарт         | Джейми Паламино                   |
| Анна Фэрис        | Саманта Джеймс                    |
| Крис Клейн        | Дасти «Трень-Брень» Ли            |
| Кристофер Маркетт | Майк Брендер, младший брат Криса  |
| Джули Хагерти     | Кэрол Брендер, мать Криса и Майка |
| Стивен Рут        | Кей Си                            |
| Фред Эвануик      | Кларк                             |
| Эми Матисио       | Дарла                             |
| Бэрри Флэтмэн     | мистер Паламино, отец Джейми      |
| Мария Арк         | Афина                             |
| Тай Олссон        | Тим                               |
| Тодд Льюис        | Кайл                              |

## Саундтрек
CD с саундтреком был выпущен «New Line Records» 22 ноября 2005 года. В него вошли следующие композиции:
1. Бэн Ли — «Catch My Disease»
2. Fountains of Wayne — «Hackensack»
3. Rogue Wave — «Eyes»
4. Саманта Джеймс — «Forgiveness»
5. Брендан Бенсон — «Cold Hands (Warm Heart)»
6. Robbers on High Street — «Big Winter»
7. The Sights — «Waiting on a Friend»
8. Рид Фоэл — «When It Comes Around»
9. The Lemonheads — «Into Your Arms»
10. Рождественский хор — «Christmas, Christmas»
11. Дасти Ли — «Jamie Smiles»
12. Саманта Джеймс — «Love from Afar»
13. Джефф Кардони — «Just Friends Score Medley»
14. All-4-One — «I Swear»
15. Карли Саймон — «Coming Around Again»

### Другие песни, исполняемые актёрами
- «Forgiveness» (Прощение) — Анна Фэрис
- «When Jamie Smiles» (Когда Джейми улыбается) — Крис Кляйн
- «Love from Afar» (Любовь издалека) — Анна Фэрис
- «Just a Guy» (Просто парень) — Анна Фэрис (только в расширенной версии)

## Награды и номинации
| Награды и номинации | Награды и номинации       | Награды и номинации            | Награды и номинации | Награды и номинации |
| Награда             | Категория                 | Номинант                       | Результат           |                     |
| ------------------- | ------------------------- | ------------------------------ | ------------------- | ------------------- |
| MTV Movie Awards    | «Лучший поцелуй»          | Анна Фэрис и Кристофер Маркетт | Номинация           |                     |
| Teen Choice Awards  | «Choice Movie: Поцелуй»   | Анна Фэрис и Кристофер Маркетт | Номинация           |                     |
| Teen Choice Awards  | «Choice Movie: Hissy Fit» | Анна Фэрис                     | Номинация           |                     |